# The Proclaimers
The Proclaimers – pochodzący ze Szkocji zespół muzyczny założony w 1983.

## Historia
Zespół został założony przez bliźniaków Craiga i Charliego Reidów. Grupa zaliczana do nurtu pop-rockowego, w której twórczości pojawiały się elementy muzyki folk, soul i country. Grupa znana jest z piosenek „I'm Gonna Be (500 miles)”, „King of the Road” (zrealizowanym na potrzeby minialbumu w 1990), „Letter from America”, a także „I’m on My Way”, która swą popularność zawdzięcza wykorzystaniu jej na ścieżce dźwiękowej w filmie „Shrek”. 
Ich debiutancki album ukazał się w 1987 i nosił nazwę This Is The Story. Oprócz tego na dyskografię The Proclaimers składają się m.in. dwa minialbumy (King of the Road oraz 17), dwie kompilacje Finest z 2003 oraz The Best of The Proclaimers z 2002 (album powtórnie zrealizowano w 2007, umieszczając na nim wykonywaną przez dwóch brytyjskich komików oraz samych The Proclaimers wersję ich największego przeboju „I'm Gonna Be”), a także DVD zatytułowane The Best of The Proclaimers 1987–2002, na którym zamieszczono wszystkie teledyski zespołu z lat 1987–2002. W 2011 The Proclaimers jako jedyny szkocki zespół umieścił dwie swoje piosenki („Sunshine on Leith” oraz „I'm Gonna Be (500 miles)”) na kompilacji Scotland’s Greatest Album. W 2012 ukazał się album Like Comedy.

## Dyskografia

### Albumy
- This Is The Story (1987)
- Sunshine On Leith (1988)
- Hit The Highway (1994)
- Persevere (2001)
- The Best of The Proclaimers (2002)
- Born Innocent (2003)
- Finest (2004)
- Restless Soul (2005)
- Life With You (2007)
- Notes & Rhymes (2009)
- Like Comedy (2012)

### Single
- „Letters From America” (1987)
- „Make My Heart Fly” (1988)
- „I'm Gonna Be (500 Miles)” (1988)
- „Sunshine On Leith” (1988)
- „I'm On My Way” (1989)
- „King Of The Road” (1990)
- „I'm Gonna Be (500 Miles)” (1993)
- „Let's Get Married” (1994)
- „What Makes You Cry” (1994)
- „Theses Arms Of Mine” (1994)
- „I'm Gonna Be (500 Miles)” (2007)